# Вселенная Marvel
Вселенная Marvel — вымышленная, совместная вселенная, где происходит большинство комиксных историй, издаваемых Marvel Comics.
Вселенная Marvel на самом деле существует в мультивселенной, состоящей из тысяч отдельных вселенных, которые созданы Marvel Comics, и все, в каком-то смысле, — «вселенные Marvel». В данном контексте «Вселенная Marvel» взято за обозначение главной хронологии Marvel, известной как Земля-616.

## История

### Происхождение
Хотя концепция совместной вселенной не была для комиксов в 1961 г. новой или уникальной, автор и редактор Стэн Ли вместе с несколькими художниками, включая Джека Кирби и Стива Дитко, создали серии изданий, где события одной книги имели последствия в другом издании и последовательные истории показывали рост и перемену персонажей. Заглавные персонажи одного издания появлялись мельком или в качестве гостей в других книгах. В конечном счёте, многие из ведущих героев собрались в команду, известную, как Мстители. Это был не первый раз, когда персонажи Marvel взаимодействовали друг с другом — Нэмор-Подводник и оригинальный Человек-Факел были соперниками в «золотом веке» Marvel — но это был первый случай, когда персонажи издателя комиксов, казалось, разделяли мир. Вселенная Marvel также известна тем, что действие её центральных изданий происходит в Нью-Йорке (в противоположность героям DC, живущим каждый в отдельном вымышленном городе). Позаботились также и о том, чтобы изобразить город и мир настолько реалистичными, насколько возможно с присутствием сверхлюдей, затрагивающих обычных людей в разных отношениях.
Со временем несколько сценаристов Marvel Comics убедили редакторов Marvel принять идею Мультивселенной — это сюжетное приспособление позволяет создавать несколько вымышленных вселенных, которые обычно не накладываются одна на другую (для большей информации см. ниже или Мультивселенная (Marvel Comics)). Происходящее на Земле в основной Вселенной Marvel обычно не оказывало воздействия на происходящее на параллельной Земле в другой созданной Marvel вселенной. Однако авторы обладали творческой способностью создавать истории, в которых люди из одной такой вселенной посещали эту альтернативную вселенную.
В 1982 г. Marvel опубликовала мини-серию «Состязание Чемпионов», где все уже существующие на тот момент главные герои были собраны вместе, чтобы справиться с одной угрозой. Это была первая мини-серия Marvel. Каждый выпуск содержал биографические данные на многих важных костюмированных персонажей; эти биографии были предшественником серий Marvel по справочному материалу — «Официальной Настольной книги Вселенной Marvel», вскоре последовавшей по пятам «Состязания Чемпионов».

### Новая Вселенная
В 1986 г., в честь 25-летия Marvel Comics, Джим Шутер, в то время главный редактор, выпустил достаточно неудачную линию комиксов «Новая Вселенная». Предполагалось, что Новая Вселенная будет более реалистичной автономной супергероической вселенной, но из-за сочетания недостатка редакционной поддержки и общей незаинтересованности со стороны читателей линия была отменена через три года.

### Перерождение Героев и Ultimate Marvel
С годами, поскольку число опубликованных изданий возрастало и накапливался том прошлых историй, становилось всё труднее поддерживать внутреннюю последовательность и хронологию. Но, в отличие от своего основного конкурента DC Comics, Marvel никогда не занималась коренной перезагрузкой своей хронологии. В последние годы были сделаны небольшие попытки производить более приемлемые для новых читателей истории, такие как издания «Перерождение Героев», происходившие в карманной вселенной, куда были сосланы на год многие основные герои Marvel. На сегодня самой успешной попыткой стали издания «Ultimate», серия изданий во вселенной, отдельной от основной хронологии Marvel, и по существу начинавших всю Вселенную Marvel с начала. Продолжающиеся комиксы «Ultimate» ныне существуют для Людей Икс, Мстителей (в виде Пределов (Ultimates)) и Человека-Паука, так же как и мини-серий, изображающих других персонажей вроде Сорвиголовы и Электры. Продажи этих изданий высоки, и похоже что Marvel будет продолжать расширять линию, фактически создавая две Вселенные Marvel, существующие одновременно.
По сути издания Ultimate сработали так хорошо, что стали основой для нескольких видеоигр (игры «Ultimate Spider-Man» и «X-Men Legends») и двух анимационных фильмов: «Ultimate Avengers» и «Ultimate Avengers 2». Хотя это не канон для хронологии Ultimate, «Marvel: Ultimate Alliance» могла быть названа в честь импринта Ultimate, равно как и разделять приметы персонажа с несколькими важными героями (наиболее заметно — Ночным Змеем, Капитаном Америкой и Тором).

## Концепции
Вселенная Marvel достаточно сильно основана на реальном мире. Земля во Вселенной Marvel обладает всеми особенностями настоящей: те же страны, те же личности (политики, кинозвёзды и т. д.), те же исторические события (Вторая мировая война, Корейская война, Вьетнамская война и т. д.) и так далее. Однако она также содержит много других вымышленных элементов: страны, такие как Ваканда, Латверия и Дженоша (хотя очень маленькие страны), и организации, вроде шпионского агентства Щ. И.Т. и его врага ГИДРА.
Самое главное, Вселенная Marvel также включает примеры почти всех основных научно-фантастических и фэнтэзийных концепций, всё более постоянно добавляемые авторами. Инопланетяне, боги, магия, космические силы и необычайно развитая технология, разработанная людьми — всё существует на виду во Вселенной Marvel. (Вселенные, включающие все эти виды фантастических элементов довольно редки; другие примеры — Вселенная DC, Ктовселенная и Баффивселенная). Благодаря этим дополнительным элементам Земля во Вселенной Marvel является домом большого количества супергероев и суперзлодеев, которые обрели свои силы одним из данных способов.
Поскольку во Вселенной Marvel между выпусками обычно проходит очень мало времени, в то время как в реальном времени обычно проходит месяц, время действия историй должно обновляться каждые несколько лет; главные герои Marvel были созданы в 1960-х, но время, прошедшее между «тогда» и «сейчас» в самой вселенной, последний раз было указано как около тринадцати лет. В отличие от DC Comics, использующей идею, что вмешательство во время злодеев заставляло реальность перезагружаться несколько раз, Marvel просто предполагает, что истории происходят в промежутке лет, а не десятилетий; это известно как «плывущая хронология». Таким образом, события предыдущих историй считаются происшедшими за определённое число лет до даты выхода нынешнего выпуска. К примеру, окончание Человеком-пауком старшей школы было опубликовано в «Amazing Spider-Man» #28 (сентябрь 1965), окончание им колледжа в «Amazing Spider-Man» #185 (октябрь 1978) и его встреча выпускников школы в «Marvel Knights: Spider-Man» #7 (декабрь 2004). Там, где истории ссылаются на реальные исторические события, эти ссылки позже игнорируются или переписываются, чтобы соответствовать нынешнему положению дел. Например, происхождение Железного человека было недавно изменено так, чтобы относиться к вооружённому конфликту в Афганистане, в то время как первоначальные истории о Железном человеке относились к войне во Вьетнаме.
Однако в политике скользящей шкалы времени есть несколько исключений. Обычно это происходит, когда персонажи неразрывно связаны с определённым временным периодом. Самым выдающимся примером этого является Капитан Америка, остававшийся героем Второй мировой всё своё существование (хотя он остаётся примерно такого же возраста, как при дебюте, поскольку провёл годы в ловушке приостановленной жизнедеятельности. Из-за плывущей хронологии время, которое Капитан был заморожен, постоянно возрастает, и сегодня прошло уже больше шестидесяти лет после окончания Второй мировой войны и исчезновения Капитана Америки, но когда персонаж был впервые возвращён к жизни в 1963-м, ещё не прошло и двадцати лет). Другие примеры это — Каратель, ветеран Вьетнамской войны, и суперзлодей Магнето, еврей, выживший в Холокосте (который кажется моложе своего истинного возраста из-за эффекта омоложения).
Интересно, что компания Marvel Comics сама существует во Вселенной Marvel и версии людей, таких как Стэн Ли и Джек Кирби, появлялись в некоторых историях. Marvel этой реальности издаёт комиксы, адаптирующие настоящие приключения супергероев (за исключением деталей, неизвестных широкой публике, вроде их секретных личностей); многие из них разрешены с согласия самих героев, обычно жертвующих свою долю прибыли на благотворительность.

### Костюмированные супергерои и суперзлодеи
Традиция использования костюмированных секретных личностей, чтобы бороться со злом (или его совершать) в этом мире существовала давно (пример — средневековый Чёрный Рыцарь), но приобрела большое значение в дни американского «Дикого Запада» с героями вроде Всадника-Фантома. В 20-м веке традиция была вновь подкреплена Капитаном Америкой в 1940-х (не первый костюмированный герой того времени, но, возможно, самый влиятельный).
Главные герои Marvel (те, кто вовлечены в большинство важных событий) — это созданные между 1961 и 1963, во время «Серебряного века» Marvel, Человек-паук, Железный человек, Доктор Стрэндж, Сорвиголова, Тор, Халк, Человек-муравей и Оса, Люди Икс, Фантастическая Четвёрка и директор ЩИТа Ник Фьюри. В отличие от Вселенной DC, мало персонажей Marvel 1940-х стали главными персонажами в современных публикациях; Капитан Америка стал одним исключением, и в меньшей степени его современник Нэмор — другим, главным образом потому, что оба эти персонажа были заново представлены читателям и Вселенной Marvel в 1960-х.
Видные группы супергероев включают в себя Мстителей, Людей Икс и Защитников. Все эти группы имеют переменные составы; в число членов команды Мстителей, в частности, в тот или иной период входило большинство главных героев Marvel. Люди Икс — команда мутантов, сформированных Профессором Икс, включающая в себя нескольких самых популярных персонажей Marvel, вроде Росомахи. Защитники — команда по случаю, обычно собираемая вместе Доктором Стрэнджем, включала Халка, Подводника и Серебряного Сёрфера.
Последние пять лет многие ранее костюмированные суперзлодеи изображались в уличной одежде (без костюмов). Комиксы, издаваемые в последнее время, показывают, что эта тенденция могла быть временной.

### Происхождение сверхчеловеческих сил
Большинство сверхлюдей на Земле Marvel обязаны своими силами Целестиалам или Небожителям, космическим существам, которые посетили Землю миллионы лет назад и ставили опыты на наших доисторических предках (процесс, который они также проводили на нескольких других планетах). Результатом стало создание двух скрытых рас: богоподобных Вечных и генетически неустойчивых Несовершенных; кроме того, дав нескольким людям «фактор икс» в их генах, иногда активирующийся естественно, результатом чего становятся иногда сверхсильные, иногда изуродованные люди, называемые мутантами. Другие нуждаются в других факторах (вроде радиации), чтобы проявились их силы. В зависимости от генетического строения, люди, которые подвергаются различным химикатам или радиации, часто умирают или получают травму, в то время как в других это заставляет сверхчеловеческие способности проявиться. За исключением псионических способностей, эти силы обычно случайны; редко два человека обладают абсолютно одинаковым набором сил. Неясно, почему Небесные это сделали, хотя известно, что они продолжают наблюдать за эволюцией человечества. Серия Marvel под названием «Earth X» (Земля Икс) исследовала одну возможную причину: что сверхлюдям предназначено защищать Небесного, «растущего» внутри Земли; но эта серия часто противоречит установленной ранее хронологии Marvel. Враг Людей Икс, известный как Варгас, претендует на то, что является новым направлением в человеческой эволюции, поскольку родился со сверхсилами, даже хотя генетический профиль показал, что он был обычным человеком. Большинство населения не знает, что может вызывать сверхчеловеческие силы.
В число других источников сверхчеловеческих сил входят магия, генетическая манипуляция или бионические имплантаты. Некоторые герои и злодеи не обладают силами вовсе, а вместо этого полагаются на подготовку в рукопашном бою или передовое технологическое снаряжение. Во Вселенной Marvel технология несколько более развитая, чем в реальном мире (из-за уникальных людей с гениальным интеллектом, вроде Рида Ричардса (Мистер Фантастика) из Фантастическая Четвёрка ). Однако большинство действительно передовых устройств (таких как силовой брони и смертельных лучей) слишком дороги для обычного гражданина и обычно находятся в руках правительственных организаций, вроде ЩИТа, или могущественных преступных организаций, вроде ЦЕЛИ. Одной большой компанией, производящей эти устройства, является Stark Industries, принадлежащая Энтони Старку (Железный человек), но есть и другие. Передовая технология также доставалась людям от скрытых рас, инопланетян или путешественников во времени вроде Канга Завоевателя, который повлиял на отрасль робототехники в прошлом.
В случае сверхлюдей энергия, требуемая для их сверхсил, либо приходит изнутри, используя их собственные тела как источник, или, если потребность в энергии превышает то, что способно поставить тело, поступает из иного источника. В большинстве случаев этот другой источник, похоже, является тем, что называется вселенским псионическим полем (ВПП), из которого они способны подпитываться. Временами они связаны с другим источником и ещё реже даже являются его хозяином.
Marvel пытается объяснить большинство сверхсил и их источников «научно», обычно путём использования вымышленных наукообразных концепций, таких как:
- Эффект батареи: клетки тела обладают такой же функцией, как батареи, заряжаясь энергией, поступающей из внешнего источника. Наиболее часто это можно увидеть у лиц, подвергшихся гамма-радиации, вроде Халка, которые черпают силы из этой запасённой энергии. Силы будут оставаться, пока присутствует энергия, и могут даже быть увеличены путём ещё большего насыщения «батарей». Если энергия иссякнет, силы постепенно исчезнут.
- Исконная Сила — оставшаяся от Большого Взрыва сила, контролируемая Старейшинами Вселенной.
- Псионическая энергия — как предполагается, невидимая неизвестная форма энергии, производимая каждым живым мозгом, которая обладает способностью управлять другими формами материи и энергии.
- Вселенское псионическое поле — сила, которая присутствует повсюду во Вселенной, но только обладающие способностями подключаться к ней могут воспользоваться её энергией.
- Сила Загадки, как предполагается, связана с Микровселенной и является источником Вселе-Силы, превращающей обладателя в Капитана Вселенную.
- Внепространственный космос: измерения, которые могут быть использованы для того, чтобы вытягивать из них массу (и дополнять объектам на Земле) или отнимать её от этих объектов и запасать в таких «карманных измерениях» для будущего восстановления. Так, персонажи вроде Халка могут расти и уменьшаться без видимого поглощения массы. Вид субатомных частиц, называемый «Частицы Пима», может быть использован для этих эффектов. Изменение массы может происходить в форме изменения плотности, позволяя персонажу становиться плотнее или бесплотным. Некоторые персонажи могут, кажется, «превращать» себя (или других) в неживые субстанции или даже чистую энергию, сохраняя тела во внепространственном космосе и заменяя их телами из материи или энергии того измерения, при этом их души остаются на Земле, контролируя свои новые тела. Перемещение в другие измерения может также быть использовано как способ «телепортировать», возвращаясь в измерение Земли в точке, отличной от точки выхода.
- Тёмная сила — неизвестное тёмное вещество из другого измерения (известного просто как Измерение Тёмной силы), которое можно вызывать и управлять им разными способами: создавать непроницаемую тьму, уплотнять его в различные формы и (самое главное) поглощать «жизненную энергию» живых существ (не все пользователи могут применять все эти эффекты). Тёмная сила также может быть использована для перемещения в её родное измерение и обратно, но это опасно для всех, кроме обладателей способностей Тёмной силы. Некоторые верят, что Тёмная сила разумна и иногда оказывает злое влияние на тех, кто её использует. Версиями способностей Тёмной силы обладают разные герои и злодеи, включая Тёмную звезду, первого Затмения, Савана, Плаща, Швейцара и Болота (из Вселенной Верховного Эскадрона). Однако похоже, что Плащ является основным «порталом» в Тёмную силу.
- Живой Свет — противоположность Тёмной силы: форма энергии, напоминающая свет и также поступающая из собственного измерения, но оказывающая исцеляющее воздействие на живых существ (кроме созданных из тьмы или Тёмной силы). Неизвестно, может ли он быть разумен. Кинжал, похоже, является основным воплощением Живого Света.
- Космическая Сила — сила, способная изменять реальность, позволяя пользователю делать всё, что он или она хочет (включая послабление законов физики). Единственным ограничением является то, сколько космической энергии персонаж способен использовать за раз. Похоже, она является частью самой вселенной и может быть напрямую связана с Галактусом, как её основным обладателем или даже источником. Вестники Галактуса, включая Серебряного Сёрфера и Нову, наделены Космической Силой.
- Магия, кажется, тоже является подобной формой энергии, за исключением того, что она естественно может не подчиняться законам физики. Однако она имеет собственные правила, изменяющиеся в зависимости от способа просьбы, обычно в форме произносимых заклинаний. Она, кажется, присутствует во всём, даже живых существах. Все люди во Вселенной Marvel имеют способность использовать магию, но только если надлежащим образом подготовлены. Большинство людей не знают, что магия действительно работает. Кроме того, могущественные магические существа из других измерений создали особые, невероятно сильные магические заклинания, которые они позволяют использовать тем чародеям, кто взывают к их имени; один пример — трио существ, называемых Вишанти, которые служат покровителями героическим волшебникам. В любое время на Земле есть чародей, чья задача — защищать вселенную от внепространственных мистических захватчиков; этот чародей известен как Верховный Волшебник — пост, ныне занимаемый Братом Вуду, раньше Доктор Стрэндж.
- «Адский огонь» — волшебная сила, которая напоминает огонь, но может быть холодной и повреждать душу, а не физическое тело; используется главным образом демоническими существами вроде Призрачного гонщика.

### Нечеловеческие расы
Параноидальный страх перед мутантами отчасти существует из-за историй о том, что мутанты — раса или даже вид (Homo superior или Homo sapiens superior), который выделяется и которому предназначено заменить обычных людей. Это стало причиной формирования организаций, которые разбирались бы с проблемой. Их можно разделить на три лагеря: стремящихся к мирному сосуществованию между мутантами и обычными людьми (Люди Икс и их филиальные группы), стремящихся контролировать или уничтожать обычных людей, чтобы дать мутантам безопасность или власть (Магнето и его последователи, так же как и другие мутанты, вроде Апокалипсиса) и стремящихся регулировать или уничтожать мутантов в пользу обычных людей. Последние часто используют роботов, известных как Стражи, в качестве оружия. Некоторые виды считаются недочеловеческими, вроде Морлоков, скрывающихся под Нью-Йорком, к которым предвзято относился внешний мир из-за их мутационных уродств. Недавно Морлоки вступили в террористическую организацию Генная Нация.
В дополнение к мутантам, Вечным и Несовершенным на Земле тайно существовало ещё несколько разумных рас, включая: Нелюдей, ещё одну генетически неустойчивую расу (подобно Несовершенным, но в их случае это явилось следствием использования ими вещества под названием «Терриген»), созданную давным-давно в результате эксперимента Крии; Подземные, раса гуманоидов, приспособленных к жизни под поверхностью, созданных Несовершенными (некоторые Подземные были превращены демоном в Лава-Людей); и Homo mermanus, гуманоидную расу дышащих под водой, живущих в океанах Земли. Большинство этих рас обладают передовой технологией, но существовали скрытыми от человечества до недавних времён. Ещё больше версий человечества можно найти на Дикой Земле (см. ниже). Большинство рас Дикой Земли произошли от группы примитивных человекообезьян, похоже, избежавших экспериментов Небесных, чьё влияние присутствует во всех современных Homo sapiens. Всё ещё существуют другие ответвления от эры, когда примитивные гуманоиды ходили по земле, вроде изменённого неандертальца, известного как Недостающее Звено — старого врага Халка.

### Инопланетные расы
Во Вселенной Marvel также есть сотни разумных инопланетных рас. Земля взаимодействовала с многими из них, поскольку случилось так, что в нашей Солнечной системе существует важная «деформация гиперпространства».
Тремя большими космическими империями являются:
- Крии, правящие Галактикой Кри (на самом деле Большое Магелланово Облако);
- Скруллы, правящие Галактикой Скруллов (Галактика Андромеды);
- Ши'ар, правящие Галактикой Ши’ар (аналога в реальном мире нет, но им может, предположительно, являться Галактика Треугольника).

Империи часто находятся в прямом или косвенном конфликте, в который иногда вовлекаются земляне; в частности, Кри и Скруллы — древние враги, и Война Кри и Скруллов вовлекала в себя людей несколько раз.
Другой видной инопланетной расой являются Наблюдатели, бессмертные и мудрые существа, наблюдающие за Вселенной Marvel и давшие священную клятву не вмешиваться в события, хотя назначенный на Землю Наблюдатель Уату несколько раз нарушал эту клятву.
Старейшины Вселенной — древние инопланетяне, часто оказывавшие большое влияние на многие миры миллиарды лет, действуя поодиночке или группой. Сила под названием Исконная направляется через них.
Существует много других рас, образовавших «Межгалактический Совет», чтобы с ними считались в делах, касающихся их всех, таких как вмешательство землян в их дела.
Во время Секретных Войн впервые появился симбиотический чёрный костюм Человека-паука, опознанный Мистером Фантастиком как инопланетная форма жизни. Позже, с Эдди Броком он стал существом, известным как Веном — одним из величайших врагов Человека-паука, который породил Карнажа, а тот, в свою очередь — Токсина.

### Сверхъестественные существа
Вселенная Marvel также богата легендарными созданиями, такими как боги, демоны и вампиры. «Боги» большинства политеистических пантеонов на самом деле — могущественные бессмертные человекоподобные расы из других измерений, посещавшие Землю в древние времена и ставшие основой многих легенд (очевидно не все такие легенды могут быть правдой, поскольку противоречат научным фактам, так же как и друг другу). Кроме мифологических богов, существует и много божеств, созданных писателями Marvel, таких как Тёмные Боги, враги Асгардиан.
Примечательно, что в процессе истории многие личности и существа притворялись богами или демонами; в частности, ни один из объявлявших себя важными фигурами из авраамических религий не оказался настоящим, хотя в последние годы появилось несколько ангелов, что доказывает существование в этой Вселенной рая и ада согласно христианским верованиям.
Похожим образом, демоны — злые магические существа, принимающие участие в делах вселенной, одним из самых печально известных из них является Мефисто. Другие — это Кошмар, Д'спэйр, Н'астирх, Дормамму и Шума-Горат.
Большая часть нынешнего поколения богов оказалась потомками Старшей Богини Геи. Два самых видных пантеона — это Асгардиане (членом которых является Тор) и Олимпийцы (членом которых является Геркулес). Правители различных пантеонов временами собираются в группы, известные как Совет глав богов и Совет Небесных отцов.
Тысячу лет назад Целестиалы заставили богов не вмешиваться в дела человечества (по крайней мере, в открытую), и сегодня большинство людей считает их вымыслом.

### Космические сущности
Выше всех прочих существ во Вселенной Marvel стоят космические сущности, существа невероятно больших уровней силы (слабейшие могут уничтожать планеты), которые существуют для исполнения обязанностей, поддерживающих существование вселенной. Большинство вовсе не волнуют «низшие существа», вроде людей, и, как следствие, их действия иногда могут быть опасны для смертных. Когда вселенной угрожают страшные опасности, эти существа нередко собираются вместе обсудить угрозу и даже действовать. Сильнейшим из них, и вообще в Мегавселенной является Живой Трибунал, хранитель и судья Marvel. Могущественнее его только Всевышний.
Над всеми пантеонами богов, космическими сущностями, всеми вселенными, реальностями, и даже Трибуналом существует одно абсолютное верховное существо, известное как Всевышний (не путать с Целестиалом, которого тоже так зовут). Показанное создателем Marvel и все что находится за ней, это существо властвует над измерением, упоминаемым как «рай» и населённым ангелами, в которое попадают души добродетельных усопших (вроде Бена Гримма) — таким образом, Тот, Кто Выше Всех фактически синонимичен монотеистическому Богу. Когда Тот, Кто Выше Всех наконец появился в 2004 на страницах Fantastic Four, он явился в форме Джека Кирби, «зарисовывавшего» реальность на раскадровке книги комиксов. Он явно общался с партнёром (подразумевалось, что со Стэном Ли), хотя где именно это основанное на Ли существо вписывается в космическую иерархию неизвестно.
Хотя вышеперечисленное — правда, Живой Трибунал и большинство других космических персонажей морально беспристрастны. Они часто говорят, что такие концепции относительны (подразумевается в муравейниковой аналогии Галактуса) или просто применимы только к «низшим» существам. После этих слов трудно действительно приравнять Того, Кто Выше Всех к христианскому Богу и судить о его силе.

## Космология
Вселенная Marvel — часть мультивселенной, где различные вселенные сосуществуют одновременно, напрямую не затрагивая одна другую.

### Вселенные/Земли/хронологии
Действие большинства изданий Marvel Comics происходит в хронологии, известной как Земля-616. Эта хронология существует в мультивселенной вместе с триллионами других. Альтернативные хронологии в мультивселенной Marvel в целом определяются условиями их отличий от Земли-616.
В число хронологий, кроме Земли-616, входят следующие (для полного списка см. Мультивселенная (Marvel Comics):
- день М
- Ultimate Marvel (Предел Marvel)
- Век Апокалипсиса
- Amalgam (Смесь)
- Эра Marvel
- Новая Вселенная
- Приключения Людей Икс — первоначально основанная на мультсериале «Люди Икс», эта вселенная продолжила показывать более оригинальные истории и в её последнем выпуске оказалось, что она является вселенной, существовавшей до нынешней реальности 616, когда она была уничтожена разломом Кристалла М’краан. Текущее издание «Official Handbook of the Marvel Universe» это подтвердило.
- Люди Икс: Эволюция (основанная на мультсериале с аналогичным названием).

Кроме того, многие хронологии посещали в комикс-сериях «What If», «What The--?!» (прежде «Not Brand Echh») и «Exiles».
Примечательно, что в Marvel Comics концепция хронологии — не такая же, как «измерение» или «вселенная»; к примеру, персонажи вроде Мефисто и Дормамму прибывают из других измерений, а Небесные из другой вселенной, но все они тем не менее принадлежат к хронологии Земли-616 (где все измерения и вселенные, кажется, связаны с единой основной линией времени). Хронологию также не следует путать со штампом; к примеру, хотя действие изданий некоторых штампов, вроде Ultimate Marvel, происходит в другой хронологии, действие некоторых или всех публикаций других штампов, таких как Epic Comics, Marvel MAX и Marvel UK происходит в хронологии Земли-616.

### Измерения
В хронологиях и иногда между ними существует разнообразие «измерений», временами называемых «карманные измерения», которые типично изображаются не как отдельные хронологии, а скорее часть одной, типично Земли-616. Таких измерений много, от похожих на Землю до полностью инопланетных. Одни по природе магические, другие научные; одни обитаемые, другие нет. В их число входят реальности вроде Микровселенной, Измерения Тёмной силы, Неопределённости, Моджомира и многих других.

### Время
Заслуживающая внимания особенность вселенной Marvel в том, что обычно нельзя изменить историю — если путешественник во времени в какой-то момент прошлого изменит установленное течение событий, от существующего временного потока просто «ответвится» расхожая вселенная и путешественник во времени всё равно вернётся в свою не изменившуюся оригинальную вселенную. Эти реальности также могут порождать свои собственные. Существуют сотни, возможно, тысячи таких реальностей. Неизвестно, почему это происходит, хотя в болоте Флориды в основной Вселенной Marvel (известной как Земля-616) существует деформация, известная как Связь Всех Реальностей. По большому счёту, это не имеет значения, так как большинство существ не знают, что это происходит или даже что их вселенные недавно «родились» из других. Однако существуют личности и организации, пытающиеся наблюдать за различными реальностями или управлять ими. В их число входят Иммортус, Корпус Капитана Британии, Власти Расхождения Времени, Крушители Времени/Изгнанники и силы Канга Завоевателя.
Было показано, что возможно путешествовать во времени без создания новой альтернативной вселенной, вместо этого изменяя события будущего, но это, похоже, имеет опустошительные и очень-очень далеко идущие последствия (как изображено в мини-серии «Marvel 1602»).

### Космос
Хотя Вселенная Marvel, предположительно, так же велика, как и реальная вселенная, где обитают читатели комиксов, для всех намерений и целей вселенной является Местная группа; практически всё действие происходит в ней. Империя Скруллов расположена в Галактике Андромеды, Империя Кри в Магеллановых облаках, являющихся спутниками Галактики Млечного пути, в которой, конечно же, находится Земля, тогда как Империя Ши’ар расположена где-то между ними, в одной из галактик поменьше (возможно, Треугольника); периодически эти империи упоминаются как основные политические силы «во вселенной». Похожим образом, Местная группа, кажется, была единственной затронутой областью, когда волна Уничтожения собирала свою кровавую жатву «через вселенную».
Одним известным исключением из правила «Местной группы» является Планета Халка, расположенная не только в другой галактической группе, но и более того — в другой галактической сверхгруппе под названием Форнакс.